# Homer Dwight Chapman
Homer Dwight Chapman (auch Homer D. Chapman, * 4. Oktober 1898 in Darlington, Lafayette County, Wisconsin; † 4. April 2005 in Irvine, Orange County, Kalifornien) war ein US-amerikanischer Agrarwissenschaftler und Bodenkundler.

## Leben

### Familie und Ausbildung
Der aus Darlington im Bundesstaat Wisconsin stammende Homer Dwight Chapman, Nachkomme englischer Einwanderer, Sohn des Faithful William Chapman  (1856–1938) und dessen Ehefrau Finetta Merriam Chapman (1857–1961), wandte sich nach seinem Pflichtschulabschluss, gefolgt von der Teilnahme am Ersten Weltkrieg, dem Studium der Agrarwissenschaften an der University of Wisconsin–Madison zu, dort erwarb er 1923 einen Bachelor of Science, 1925 einen Master of Science sowie 1927 einen Ph. D. in Bodenkunde.
Homer Dwight Chapman, Angehöriger der Presbyterian Church, heiratete am 10. März 1925 in Riverside Daisy Ernst (1902–1999). Er verstarb im Frühjahr 2005 106-jährig im Regents Point Retirement Home in Irvine.

### Beruflicher Werdegang
Nachdem Homer Dwight Chapman an der University of Wisconsin-Madison eine Stelle als Assistant in Soils ausgefüllt hatte, wechselte er nach dem Studienabschluss an die 1954 in die UC Riverside eingegliederte University of California Citrus Experiment Station nach Riverside, 1937 wurde er zum Associate Chemist, 1944 zum Chemist befördert. 1938 wurde er zum Professor of Soils and Plant Nutrition bestellt, im gleichen Jahr wurde ihm die Leitung des Department of Agricultural Chemistry, später in Department of Soils and Plant Nutrition umbenannt, übertragen. Überdies bekleidete er in den Jahren 1951 und 1952 das Amt des Acting Director der Citrus Experiment Station. Homer Dwight Chapman wurde im Jahre 1961 emeritiert.
Chapman fungierte darüber hinaus 1952 als Delegierter beim 13th International Horticultural Congress in London, 1954 beim Second Pan American Congress on Agronomy in São Paulo. In den Jahren 1956 und 1957 wirkte Chapman als Specialist in Soils für ein Projekt, gesponsert von der United States Agency for International Development, in Chile. Zu Studienzwecken bereiste er 1952 den   Mediterranen Raum, 1957 Südafrika und Japan. Gastprofessuren führten ihn 1961 und 1962 an das Indian Agricultural Research Institute nach Neu-Delhi, 1964 und 1974 an die Universität von Alexandria. 1968 organisierte Chapman das First International Citrus Symposium, abgehalten in Riverside. Der Erfolg dieser Veranstaltung führte 1970 zur Gründung der International Society of Citriculture, zu deren Ehrenmitglied er später ernannt wurde.
Homer Dwight Chapman, welcher Fellowships in der American Association for the Advancement of Science, der American Society of Agronomy, Mitgliedschaften in der International Union of Soil Sciences, der American Chemical Society, der Soil Science Society of America, der American Society for Horticultural Science, der Western Society of Soil Science, der Sigma Xi, der Phi Lambda Upsilon, der Gamma Alpha, der Phi Sigma sowie Alpha Gamma Rho innehielt, profilierte sich insbesondere durch Forschungsergebnisse betreffend den Einsatz von Düngemitteln für den Anbau von Zitrusfrüchten. 1969 wurde er von der UC Riverside für sein Lebenswerk mit der Ehrendoktorwürde ausgezeichnet.

## Schriften
- The influence of soil acidity, total calcium, and liming upon the calcium content of some important agricultural crops, Thesis (M.S.), University of Wisconsin--Madison, Madison, Wis., 1925
- Available calcium in soils, its importance and its determination, Thesis (Ph. D.), University of Wisconsin--Madison, Madison, Wis., 1927
- zusammen mit Walter Pearson Kelley: The determination of the replaceable bases and the base-exchange capacity of soils, New Brunswick, N.J., 1930
- Studies on the blue colorimetric method for the determination of phosphorus, New Brunswick, N.J., 1932
- The phosphate of southern California soils in relation to citrus fertilization, in: Bulletin (California Agricultural Experiment Station), 571, Agricultural Experiment Station, Berkeley, Calif., 1934
- zusammen mit George Friedrich Liebig: Nitrate concentration and ion balance in relation to citrus nutrition, in: Hilgardia, vol. 13, no. 4., University of California, Berkeley, Calif., 1940
- zusammen mit Samuel Melvin Brown, D. S. Rayner: Effects of potash deficiency and excess on orange trees, in: Hilgardia, vol. 17, no. 19., University of California, Berkeley, Calif., 1940
- Leaf and soil analysis in citrus orchards : criteria for diagnosis of nutrient status and guidance of fertilization and soil management practices, in: Manual (California Agricultural Experiment Station), 25., University of California, Division of Agricultural Sciences, Agricultural Experiment Station-Extension Service, Berkeley, Calif., 1960
- zusammen mit Parker F. Pratt: Methods of analysis for soils, plants, and waters, Division of Agricultural Sciences, University of California, Berkeley, Calif., 1961
- Diagnostic criteria for plants and soils, University of California Press, Berkeley, Calif., 1966
- Walter Pearson Kelley : February 19, 1878-May 19, 1965, in: Biographical memoirs, v. 40, no. 7., Columbia University Press, New York, 1969